# Данієль Пассарелла
Данієль Пассарелла (ісп. Daniel Passarella, нар. 25 травня 1953, Чакабуко) — аргентинський футболіст, захисник. По завершенні ігрової кар'єри — тренер.
Як гравець насамперед відомий виступами за клуби «Рівер Плейт» та «Фіорентина», а також за національну збірну Аргентини.
Семиразовий чемпіон Аргентини. Чотириразовий чемпіон Аргентини (як тренер). У складі збірної — дворазовий чемпіон світу.
Включений до переліку «125 найкращих футболістів світу» (відомого як «ФІФА 100»), складеного у 2004 році на прохання ФІФА до сторіччя цієї організації легендарним Пеле.

## Клубна кар'єра
У дорослому футболі дебютував 1971 року виступами за команду клубу «Атлетіко Сарм'єнто», в якій провів два сезони, взявши участь у 36 матчах чемпіонату.
Своєю грою за цю команду привернув увагу представників тренерського штабу клубу «Рівер Плейт», до складу якого приєднався в 1974 році. Відіграв за команду з Буенос-Айреса наступні вісім сезонів своєї ігрової кар'єри. Більшість часу, проведеного у складі «Рівер Плейта», був гравцем захисту основного складу команди. У складі «Рівер Плейта» був одним з головних бомбардирів команди, маючи середню результативність на рівні 0,4 голу за гру першості. За цей час сім разів виборював титул чемпіона Аргентини.
У 1982 році перебрався до Італії, уклавши контракт з клубом «Фіорентина», у складі якого провів наступні чотири роки своєї кар'єри гравця. Граючи у складі «Фіорентини» також здебільшого виходив на поле в основному складі команди.
Протягом 1986–1988 років захищав кольори команди клубу «Інтернаціонале».
Завершив професійну ігрову кар'єру у клубі «Рівер Плейт», у складі якого вже виступав раніше. Увійшов до складу команди 1988 року, захищав її кольори до припинення виступів на професійному рівні у 1989 році.

## Виступи за збірну
У 1975 році дебютував в офіційних матчах у складі національної збірної Аргентини. Протягом кар'єри у національній команді, яка тривала 12 років, провів у формі головної команди країни 70 матчів, забивши 22 голи.
У складі збірної був учасником трьох чемпіонатів світу: 1978 року в Аргентині, 1982 року в Іспанії та 1986 року у Мексиці. У 1978 та 1986 роках ставав у складі аргентинців чемпіоном світу.
Учасник розіграшу Кубка Америки 1979 року.

## Кар'єра тренера
Розпочав тренерську кар'єру, ще продовжуючи грати на полі, у 1988 році, очоливши тренерський штаб клубу «Рівер Плейт» як граючий тренер. Загалом пропрацював з командою до 1994 року.
1994 року був призначений головним тренером національної збірної Аргентини, очолював національну команду під час розіграшу Кубка Конфедерацій 1995 року у Саудівській Аравії, де аргентинці здобули «срібло», Кубка Америки 1995 року в Уругваї, Кубка Америки 1997 року в Болівії, а також фінального турніру чемпіонату світу 1998 року у Франції.
Протягом 2000—2001 років працював з національною командою Уругваю, з якою був учасником розіграшу Кубка Америки 2001 року в Колумбії, після чого повернувся до клубної роботи. Працював нетривалий час в Італії з «Пармою», згодом у Мексиці з клубами «Монтеррей» та «Толука».
Наразі останнім місцем тренерської роботи був клуб «Рівер Плейт», команду якого Данієль Пассарелла очолював як головний тренер до 2007 року.

## Статистика виступів

### Статистика клубних виступів
Статистика виступів за італійські клуби:
| Сезон                      | Команда                    | Чемпіонат                  | Чемпіонат | Чемпіонат | Національний кубок | Національний кубок | Національний кубок | Континентальні кубки | Континентальні кубки | Континентальні кубки | Інші змагання | Інші змагання | Інші змагання | Усього | Усього |
| Сезон                      | Команда                    | Ліга                       | Ігор      | Голів     | Ліга               | Ігор               | Голів              | Ліга                 | Ігор                 | Голів                | Ліга          | Ігор          | Голів         | Ігор   | Голів  |
| -------------------------- | -------------------------- | -------------------------- | --------- | --------- | ------------------ | ------------------ | ------------------ | -------------------- | -------------------- | -------------------- | ------------- | ------------- | ------------- | ------ | ------ |
| 1982-83                    | «Фіорентина»               | A                          | 27        | 3         | КІ                 | 5                  | -                  | КУЄФА                | 2                    | -                    | -             | -             | -             | 34     | 3      |
| 1983-84                    | «Фіорентина»               | A                          | 27        | 7         | КІ                 | 7                  | 1                  | -                    | -                    | -                    | -             | -             | -             | 34     | 8      |
| 1984-85                    | «Фіорентина»               | A                          | 26        | 5         | КІ                 | 6                  | 3                  | КУЄФА                | 3                    | 1                    | -             | -             | -             | 35     | 9      |
| 1985-86                    | «Фіорентина»               | A                          | 29        | 11        | КІ                 | 7                  | 4                  | -                    | -                    | -                    | -             | -             | -             | 36     | 15     |
| Усього за «Фіорентину»     | Усього за «Фіорентину»     | Усього за «Фіорентину»     | 109       | 26        |                    | 25                 | 8                  |                      | 5                    | 1                    |               | -             | -             | 139    | 35     |
| 1986-87                    | «Інтернаціонале»           | A                          | 23        | 3         | КІ                 | 8                  | 4                  | КУЄФА                | 7                    | 1                    | -             | -             | -             | 38     | 8      |
| 1987-88                    | «Інтернаціонале»           | A                          | 21        | 6         | КІ                 | 8                  | 1                  | КУЄФА                | 6                    | -                    | -             | -             | -             | 35     | 7      |
| Усього за «Інтернаціонале» | Усього за «Інтернаціонале» | Усього за «Інтернаціонале» | 44        | 9         |                    | 16                 | 5                  |                      | 13                   | 1                    |               | -             | -             | 73     | 15     |
| Усього в Італії            | Усього в Італії            | Усього в Італії            | 153       | 35        |                    | 41                 | 13                 |                      | 18                   | 2                    |               | -             | -             | 212    | 50     |

## Титули і досягнення

### Як гравця
- Чемпіон Аргентини (7):

«Рівер Плейт»: Насіональ 1975, Метрополітано 1975, Метрополітано 1977, Насіональ 1979, Метрополітано 1979, Метрополітано 1980, Насіональ 1981
- Чемпіон світу (2): 1978, 1986

### Як тренера
- Чемпіон Аргентини (4):

«Рівер Плейт»: 1989-90, Апертура 1991, Апертура 1993, Апертура 1994
- Переможець Панамериканських ігор: 1995
- Срібний олімпійський призер: 1996

### Особисті
- Футбольний тренер року в Південній Америці: 1997
- Включений до списку ФІФА 100: 2004